# Said Murad Khan Zand

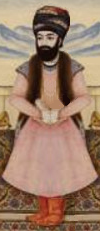
Darstellung des Sayed Murad Chan in seinem Hof

Said Murad Khan Zand, auch Sayed Morad Chan-e Zand Hazara († 10. Mai 1789), war der siebte vorletzte Herrscher des Perserreiches aus der Dynastie der Zand-Prinzen. Er folgte auf Dschafar Khan Zand (1785–1789), regierte aber nur vom 23. Januar 1789 bis zum 10. Mai 1789, da er von seinem Nachfolger, Lotf Ali Khan Zand (1789–1794), gestürzt und getötet wurde.

## Herkunft
Said Murad Khan Zand stammte aus der Dynastie der Zand-Prinzen, die nach dem Tod von Nadir Schah Afshar von 1750 bis 1794 den Großteil des Perserreiches beherrschte, jedoch auf die formelle Bezeichnung als Schah bzw. „König der Könige“ verzichtete. Die Familie leitet sich von den Häuptlingen des Stammes der Zand ab, die im Nordwesten des Irans leben und als Teil des südkurdischen Stammes der Lak angesehen werden, der im Iran in den Provinzen Luristan, Ilam und Hamadan siedelt.
Sein Vater war Khuda Murad Khan-e Zand Hazara, Gouverneur der Provinz Kerman in den Jahren 1760 bis 1761. Dieser war ein Bruder von Ali Murad Khan-e Zand, der als fünfter Herrscher seines Hauses das Perserreich von 1782 bis 1785 regierte.
Sein Großvater war Allah Murad Qaytus Khan-e Zand Hazara, der mit Mahdi-’Alia Zand, einer Tochter von Budak Khan-e Zand aus seiner Ehe mit Begum Agha Zand verheiratet war. Letztere war eine Tochter des Muhammad Khan-e Zand „Bikala“ und der Ne, einer Schwester von Karim Khan Zand (1750–1779) – dem Gründer der Dynastie – und Tochter von Mohammad Inaq Khan-e Zand.

## Leben

### Jugend
Said Murad Khan-e Zand wuchs vorwiegend in Schiras der Hauptstadt Persiens zur Zeit der Zand-Prinzen auf, lebte aber – bedingt durch die wechselnden Funktionen seines Vaters – auch in anderen Städten Persiens, wie etwa in der Stadt Kerman, wo sein Vater als Gouverneur der gleichnamigen Provinz residierte.
Sein Leben war durch schwierige Umstände und durch eine doppelte Rivalität geprägt: Im Inneren der Familie herrsche nach dem Tod des Gründers der Dynastie, Karim Khan-e Zand († 1779) mangels Nachfolgeordnung ein beständiger Kampf um die Thronfolge und die Macht, wodurch in 44 Jahren der Herrschaft der Zand-Prinzen nicht weniger als 8 Herrscher der Dynastie aufeinander folgten. Nach außen hin stand die Dynastie in einem ständigen Kampf gegen den Stamm der turkmenischen Kadscharen unter der Führung von Aga Mohammed Khan Qajar, dem Häuptling des Teilstammes der Qoyunlu – der von seinem Kernland um Astarabad (heute Gorgan und die Provinz Golestan am Kaspischen Meer) ausgehend, den Norden (Aserbaidschan) und den Osten des Reiches (Mazandaran) – kontrollierte. Bereits dessen Vater, Mohammad Hasan Khan, hatte versucht, die Macht im Persischen Reich an sich zu bringen, wurde jedoch besiegt und auf Befehl von Karim Khan Zand 1759 getötet.
Said Murad Khan erhielt eine private Erziehung im Haushalt seines Vaters und wurde von diesem frühzeitig an den Hof seiner regierenden Verwandten, nach Schiras – der Hauptstadt der zentralen Südprovinz Fars von Persien – entsandt, die der Zand-Dynastie als Hauptstadt diente. Dort erhielt er eine standesgemäße Ausbildung und begann eine Laufbahn im Heer und in der Verwaltung. Besonders gefördert wurde er dabei von seinem Onkel, Ali Murad Khan, der vom 15. März 1781 bis zum 11. Februar 1785 das Perserreich regierte.

### Unterstützung seines Onkels Ali Murad Khan
Said Murad Khan unterstützte seinen Onkel Ali Murad Khan jedoch bereits zum Zeitpunkt, als es diesem noch darum ging, die Krone des Persischen Reiches durch Sturz und Vertreibung des seit 1779 regierenden Vetters, „Schah“ Sadiq Khan (Zand) (22. August 1779 – 14. März 1781) zu erlangen.
Nicht zuletzt mit Unterstützung von Said Murad Khan gelang es Ali Murad Khan, die wichtige Großstadt Isfahan unter seine Kontrolle zu bringen, die unter der Herrschaft der Safawiden zur weltberühmten Hauptstadt des Perserreiches ausgebaut worden war. Deren bewundernde Beschreibung als „Nesfe Jahan“ („die halbe Welt“) hat sich bis heute gehalten.

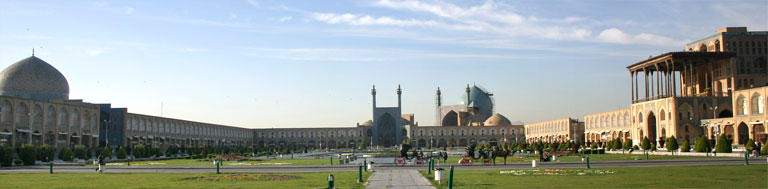
Meidān-e Emām in Isfahan

Nach der Eroberung von Isfahan galt es, die aktuelle Hauptstadt des Reiches, Schiras, zu erobern, wo dessen Cousin „Schah“ Sadiq Khan (Zand) (1779–1781) residierte. Ali Murad Khan dachte, dies wäre auf Grund seiner Popularität keine besonders schwierige Aufgabe, sandte daher nur einen Teil seiner Armee unter dem Befehl seiner Neffen, Said Murad Khan und Muhammad Zahir Khan in die Provinz Fars. Sobald Schah Sadiq Khan vom Herannahen dieser Armee erfuhr, befahl er seinem Sohn, Hasan Khan Zand, sich mit den vorhandenen Truppen diesem Angriff entgegenzustellen und die feindliche Armee zu vernichten. Auf der Weide von Qasr-i Zard in der Gegend von Chahar Danga kam es zur Schlacht, in der die zahlenmäßig erheblich kleinere Armee des Ali Murad Khan eine Niederlage erlitt. Said Murad Khan und Muhammad Zahir Khan gelang es jedoch, sich mit dem Rest ihrer Truppen nach Isfahan zurückzuziehen.

### Gouverneur von Isfahan
Ali Murad Khan beschloss nach diesem Rückschlag mit seiner gesamten Armee selbst von Isfahan in die Provinz Fars zu marschieren, um die Truppen seines Cousins Schah Sadiq Zand zu besiegen und diesen vom Thron zu stürzen. Zur Sicherung seiner nunmehrigen Machtbasis in Isfahan ernannte er seinen Neffen Said Murad Khan 1781 zum Gouverneur von Isfahan.
Ali Murad Khan traf am 26. Juli 1781 vor Schiras ein und begann die Stadt zu belagern. Erst nach einer fast acht Monate dauernden Belagerung öffneten unzufriedene Stammeskrieger am 3. März 1782 das Stadttor, wodurch die Stadt von den Truppen des Ali Murad Khan besetzt werden konnte. Der Schah, Sadiq Zand, der sich in der Zitadelle von Schiras verschanzt hatte, musste sich nach drei Tagen ergeben. Auf Befehl von Ali Murad Khan wurde Schah Sadiq Zand und seine erwachsenen Söhne, mit Ausnahme von Dschafar Khan Zand – der sich mit Ali Murad Khan verbündet hatte – am 14. März 1782 getötet.
Etliche von den jüngeren Söhnen wurden, ebenso wie Abul-Fath-Khan und Muhammad Ali Khan, zwei Söhne des Karim Khan Zand – des Gründers der Dynastie–  geblendet.

### Gouverneur von Schiras
Ali Murad Khan Zand ließ sich daraufhin am 15. März 1782 zum Herrscher des Perserreiches ausrufen. Nachdem er seine Kontrolle über die Hauptstadt Schiras und die umliegende Provinz Fars konsolidiert hatte, ließ er seinen Neffen, Said Murad Khan, den er zuvor mit der Statthalterschaft von Isfahan betraut hatte, nach Schiras kommen und übertrug ihm nunmehr die Statthalterschaft über die zentrale Provinz Fars, die Provinz Lorestan, Kuh Giluya, sowie über die Häfen und Küstengebiete am Persischen Golf.
Schah Ali Murad, der Isfahan wegen seiner großzügigen Anlage und Schönheit Schiras gegenüber als Residenz vorzog, brach am 3. August 1782 von Schiras nach Isfahan auf, hielt dort am 16. August 1782 seinen feierlichen Einzug und nahm Wohnung in dem von Schah Abbas I. aus dem Haus der Safaviden errichteten Königspalast „Ali Qapu“ („Hohe Pforte“). In den drei folgenden, ruhigen Jahren seiner Regierungszeit gelang es ihm, die Stadt Rascht, die Hauptstadt der persischen Provinz Gilan am Kaspischen Meer sowie auch einige Bezirke in Aserbaidschan für das Reich zu erwerben.
Said Murad Khan übernahm als Gouverneur die Kontrolle über die traditionelle Hauptstadt der Zand-Prinzen, über die zentrale Provinz Fars und über die wirtschaftlich bedeutenden Hafenstädte am Persischen Golf. Er verfügte damit über eine beachtliche Machtbasis, die ihm eine gute Ausgangsposition für künftige Machtkämpfe gab.
Es ist ungewiss, ob Said Murad Khan während seiner dreijährigen Statthalterschaft viel Zeit fand, sich mit den Werken der großen Söhne der Stadt zu beschäftigen, deren prunkvolle Mausoleen in Schiras die Grabmäler der regierenden Herrscher weit in den Schatten stellen. Nämlich mit dem großen Dichter und Mystiker Moscharraf od-Din Abdullah, besser bekannt als „Saadi“ (1184–1282), dessen Werke „Bustan“ (Obstgarten) und „Golestan“ (Rosengarten) bis heute im Iran zu den populärsten Dichtungen und zu den wichtigen Grundlagen des Sufismus zählen. An Bedeutung wurde Saadi jedoch von seinem Schüler, Muḥammad Šams ad-Dīn genannt „Hafis“ (* 1320, † 1398), dem Dichter des „Diwan“ noch übertroffen, der bis heute als der tiefgründigste und beliebtesten Dichter des Iran gilt.
Sicher ist hingegen, dass er sich um den Ausbau und um die Ausschmückung der vom Gründer der Dynastie, Karim Khan Zand, errichteten Zitadelle in Schiras bemühte, da er entschlossen war, nach dem Ableben seines Onkels, Schah Ali Murad, selbst die Macht zu übernehmen.

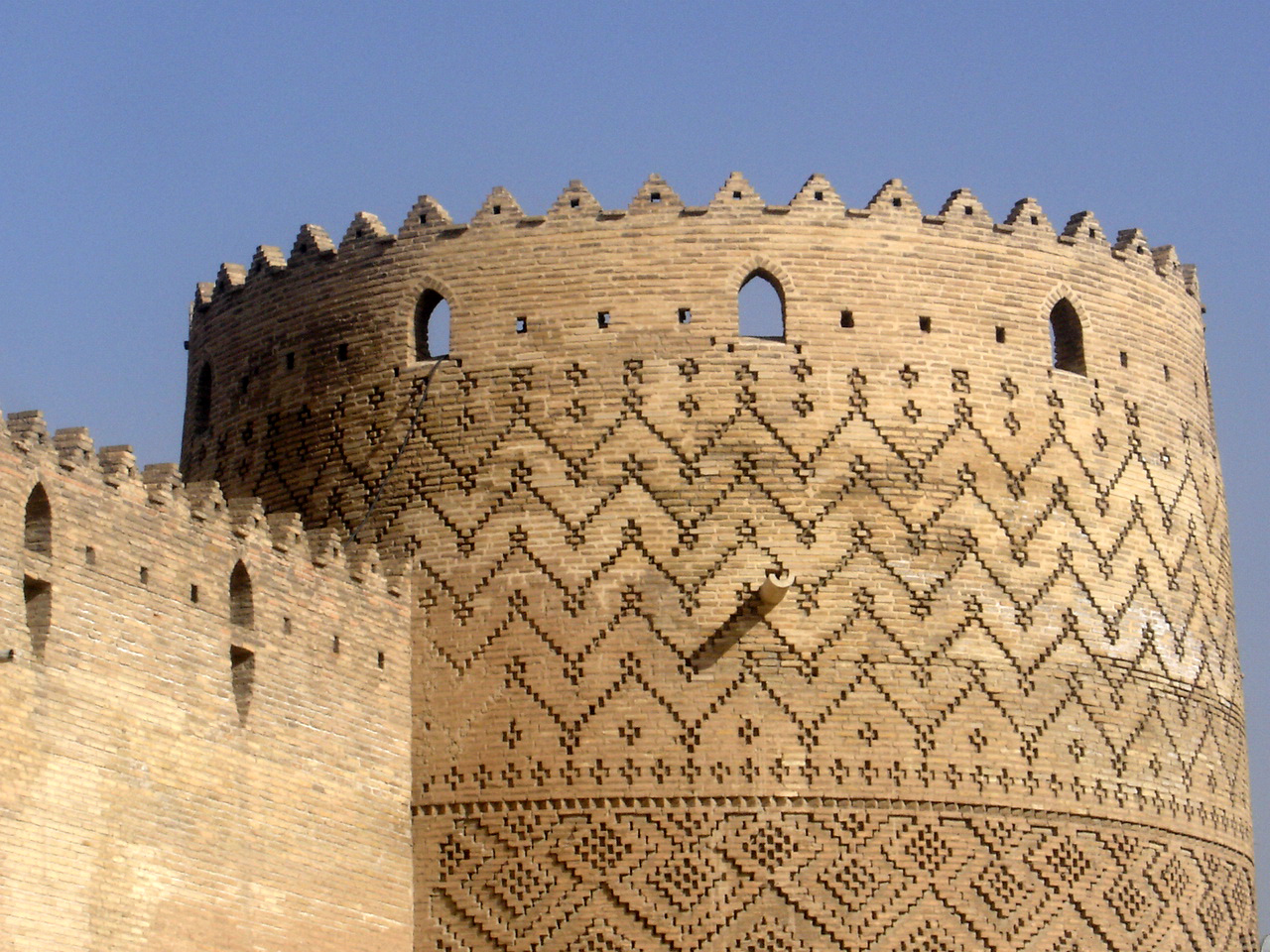
Zand-Zitadelle

### Prätendent für wenige Monate
Nach dem Tod von Schah Ali Murad Zand am 11. Februar 1785, sammelte Said Murad Khan eine große Gefolgschaft um sich, rekrutierte Stammeskrieger aus der Provinz Fars, Büchsenschützen aus der Stadt Schiras und unterstellte sie dem Kommando seines Bruders, Vais Murad Khan Zand. Er ließ seine Machtergreifung als Herrscher des Perserreiches- überall kundmachen, kündigte an, nach Isfahan zu ziehen und befahl den verschiedenen Truppenkontingenten, sich auf der Wiese zwischen der Burg von Marvdast und Gulmiyan-Mayn für die geplante Eroberung der Herrschaft im ganzen Persischen Reich zu versammeln.
Said Murad Khan war jedoch nicht der einzige seiner Familie, der die Thronfolge für sich in Anspruch nahm: Dschafar Khan Zand, der Sohn des von Ali Murad Khan gestürzten und getöteten Herrschers, Schah Sadiq Zand, hatte sich zwar – um zu überleben – mit Ali Murad Khan arrangiert und seine Rache zurückgestellt, war aber nunmehr entschlossen, nicht nur seinen Vater zu rächen, sondern jetzt auch seine eigenen Thronansprüche durchzusetzen, die ihm damals vorenthalten worden waren.
In der Folge kam es zu einer eigenartigen Parallelaktion:
In Isfahan sammelte Dschafar Khan Zand nach dem Tod von Schah Murad seine Anhänger um sich und ließ sich von diesen am 18. Februar 1785 zum Herrscher des Perserreiches ausrufen. Die lokale Bevölkerung, die Schah Murad Zand geschätzt hatte und auf die Nachfolge des Said Murad Khan eingestellt war, erwies sich jedoch seinen Ambitionen gegenüber als wenig zugänglich, behandelte ihn als Usurpator und vertrieb Dschafar Khan Zand schließlich nach mehreren blutigen Zusammenstößen am 5. April 1785 aus der Stadt.
In Schiras zeichnete sich ein ähnliches Szenario ab: Dort hatte sich Said Murad Khan zum neuen Herrscher ausrufen lassen. Die Nachricht von der in Isfahan parallel dazu erfolgten Ausrufung des Dschafar Khan Zand zum Herrscher Persiens schlug daher in der Zitadelle von Schiras wie eine Bombe ein, da dies Bürgerkrieg bedeutete und die Chancen des Said Murad Khan auf eine dauerhafte Herrschaft über das Perserreich in Frage stellte.
Bei der Bevölkerung in der Provinz Fars und in Schiras rief diese Nachricht hingegen Begeisterung hervor, da die Mehrheit die seinerzeitige Tötung von Schah Sadiq Zand und die Verdrängung seines Sohnes Dschafar Khan Zand, den sie als rechtmäßigen Nachfolger ansah, missbilligte.
Es kam daher zu einem Aufstand in der Bevölkerung zugunsten des Dschafar Khan Zand, mit dem Ziel, Said Murad Khan aus Schiras zu vertreiben.
Die Truppen, die sich unter dem Befehl seines Bruders, General Vais Murad Khan Zand, versammelt hatten, gerieten dadurch zunehmend in Auflösung, da sich die Musketiere aus der Provinz Fars in ihre Heimatdörfer begaben. Vais Murad Zand musste daher den Plan einer Eroberung von Isfahan aufgeben und sich mit den loyalen Truppen hinter die Mauern von Schiras zurückziehen. Andere Truppenteile, die unter dem Befehl des Muhammad Hussain Khan standen, nahmen die Kamele der Kamelartillerie und der Musikkapelle des Vais Murad Zand und zogen damit in Richtung auf Isfahan, um sich dort dem Dschafar Khan Zand anzuschließen.
Die doppelte Vertreibung der Prätendenten aus ihrer jeweiligen Hauptstadt verlief jedoch nicht in ganz symmetrisch.
Die Anfang April aus Isfahan einlangende Nachricht, wonach die kurzfristige Herrschaft des Dschafar Khan Zand inzwischen bereits zusammengebrochen und er auf der Flucht war, führte zum Ende des Aufstandes in Schiras, wo Said Murad Khan seine Herrschaft wieder konsolidieren konnte.
Dschafar Khan Zand hatte jedoch nach seiner Flucht aus Isfahan keineswegs seine Pläne auf Eroberung der Krone aufgegeben, sondern war erfolgreich bemüht, nicht nur seine Anhänger, sondern auch eine größere Armee aus Stammeskriegern um sich zu sammeln, die bereit waren, seine Rechte auf die Krone zu verteidigen und nach Schiras zu marschieren.
Er marschierte daraufhin nach Schiras und traf unterwegs kurz vor Izadhast auf die Truppen, die von Said Murad Khan abgefallen waren und von Schiras auf dem Weg nach Isfahan waren. Er vereinigte seine Truppen mit diesen und begab sich in Eilmärschen direkt nach Schiras, um seinen Rivalen zu entmachten.
Es kam zur Belagerung der gut befestigten Stadt Schiras, die allerdings nur kurz währte, da die Bevölkerung die Partei des Dschafar Khan Zand ergriff. Said Murad Khan zog sich in die Zitadelle zurück, musste sich jedoch schließlich angesichts der fehlenden Unterstützung durch die lokale Bevölkerung, unterwerfen.
Am 11. April 1785 zog daher Dschafar Khan Zand mit großem Gepränge in Schiras ein, verkündete neuerlich die Übernahme der Herrschaft und ließ alle Gouverneure, Stammesführer und Khane hievon in Kenntnis setzen. Zum neuen Gouverneur der Provinz Fars ernannte er Haji Ibrahim, einen Mann seines Vertrauens. Seinem abtrünnigen Vetter, Said Murad Khan, entzog er zwar sämtliche Ämter, sah jedoch von einer Bestrafung ab und nahm ihn später wieder in Gnaden auf. Da er Schiras weniger schätzte, als Isfahan beschloss er, nach Isfahan zurückzukehren.

### Kampf gegen die Kadscharen
Die größte äußere Bedrohung der Herrschaft der Zand-Dynastie stellte der Stamm der turkmenischen Kadscharen dar, der unter der Führung des energischen aber extrem grausamen Aga Mohammed Khan stand, der den Nordosten Persiens beherrschte. Er hatte nicht nur Ambitionen auf die Herrschaft von ganz Persien, sondern auch noch eine offene Rechnung mit den Zand, da sein Vater durch Karim Khan Zand, dem Gründer der Dynastie, getötet worden war und er selbst sechzehn Jahre lang in Schiras als Geisel gefangen war. Erst nach dem Tod dieses Herrschers konnte er im Jahr 1779 aus der Gefangenschaft entkommen. Seitdem überzog er das Land mit Überfällen und Kriegszügen.
Aga Muhammad Khan Kadschar war gerade auf dem Rückweg von der Eroberung von Kaschan als er von der Flucht des Dschafar Khan Zand aus Isfahan erfuhr. Er beschloss daher, die Gelegenheit zur Eroberung von Isfahan zu benutzen. Dank der Überraschung konnte er die Stadt ohne großen Widerstand einnehmen und ließ sich dort für drei Monate nieder. Dann veranlasste ihn ein Aufstand der Bachtiaren dazu, in deren Gebiet vorzudringen, um die Revolte niederzuwerfen. In seiner Abwesenheit ernannte er Baqir Khan Huraskani zum Gouverneur von Isfahan.
Inzwischen hatte Schah Dschafar Zand Gelegenheit, seine Herrschaft in Schiras und im Süden des Persischen Reiches zu konsolidieren. Der Blick richtete sich daher auf die Rückgewinnung von Isfahan. Die Nachricht vom Abzug des Aga Muhammad Khan aus Isfahan war daher das Signal für Schah Dschafar, um mit seinen Truppen unter Said Murad Khan nach Isfahan zu marschieren. Die Stadt, die unter den Grausamkeiten des Aga Mohammed Khan gelitten hatte, öffnete sich ohne großen Widerstand.
Begleitet von Said Murad Khan und seinem Gefolge konnte Schah Dschafar daher am 21. August 1785 seinen feierlichen Einzug in die Stadt abhalten.
Dieser Erfolg führte dazu, dass sich einige Stämme von Aga Mohammed Khan Kadschar abwandten und deren Truppenkontingente abzogen. Dadurch verlor er die Möglichkeit, Isfahan zurückzuerobern und war gezwungen, sich nach Teheran zurückzuziehen.
Dies weckte den Ehrgeiz von Schah Dschafar, der nunmehr daran dachte, mit seinen Truppen nach Norden vorzustoßen, um Kaschan und Teheran zu erobern.
Dem stand jedoch der Umstand entgegen, dass der von Aga Muhammad eingesetzte Gouverneur von Isfahan, Baqir Khan Huraskani, sich weigerte, zu Schah Dschafar abzufallen, und sich mit Soldaten, Munition und ausreichend Vorräten in die schwer einnehmbare Festung Tabarra nahe bei Isfahan verschanzte und damit eine ständige Bedrohung darstellte, die beseitigt werden musste.
Said Murad Khan wurde daher beauftragt, Baqir Khan Huraskani zur Raison zu bringen. Er versuchte zunächst, ihn durch Argumente und Versprechungen zu gewinnen. Als dies nichts nützte, drohte er ihm mit einer Militärexpedition. Da alle Versuche scheiterten, ihn zum Abfall von Aga Muhammed Khan Kadschar zu bewegen, wurde Said Murad Khan mit der Belagerung der Festung und mit der Gefangennahme des Baqir Khan beauftragt. Die Belagerung erwies sich jedoch als schwieriger als gedacht, da es sich um eine der stärksten Festungen im Land handelte, die wenige Jahrzehnte zuvor von den Afghanen ausgebaut und verstärkt worden war. Die Festung leistete trotz Beschießung mit Geschützen und Mörsern vier Monate lang erbitterten Widerstand und war erst zur Kapitulation bereit, als feststand, dass kein Entsatz zu erwarten war. Said Murad Khan nahm am 4. Dezember 1785 die Kapitulation der Festung entgegen und gewährte den Verteidigern freien Abzug. Baqir Khan Huraskani wurde hingegen als Verräter verurteilt, enthauptet und sein Vermögen eingezogen. Damit konnte Said Murad Khan die Kontrolle seiner Dynastie über diese wichtige Provinz wiederherstellen.
Im Jahr darauf kam es zum nächsten Feldzug, da unter der Führung von Ismail Khan in der Stadt Borudscherd im westlichen Iran (heute in der Provinz Lorestan) und in der Provinz Hamadan Aufstände ausgebrochen waren. Während Vais Murad Khan, der Bruder von Said Murad Khan, als Militärkommandant in Isfahan zurückblieb, brach Said Murad Khan am 2. Januar 1786 trotz winterlicher Kälte mit Schah Dschafar zum Feldzug nach Hamedan auf, wobei man für die Belagerungen schwere Artillerie mitnahm. Beim Herannahen des kaiserlichen Heeres floh Ismael Khan nach Bidschar-e Garrus (heute in der iranischen Provinz Kordestān), wo es ihm gelang, den kurdischen Stammesverband der Garrus sowie andere regionale Stammesführer für seine Sache zu gewinnen und ein Heer zu sammeln. Auf der Ebene Bahar („Frühling“), zwei Wegstunden von Hamedan entfernt, kam es zur Schlacht, die vom Vormittag bis um zwei Uhr nachts tobte. Die Truppen des Schahs Dschafar Khan erlitten dabei eine schwere Niederlage, er selbst, Said Murad Khan und ein Kontingent Soldaten überlebten, mussten sich aber unter Verlust der Artillerie, des Gepäcks und fast der gesamten Mannschaft nach Isfahan durchschlagen, wo sie erst am 13. März 1786 ankamen.

### Gefangener von Schah Dschafar Zand
Said Murad Khan dürfte vor und nach der verlorenen Schlacht durch sein Verhalten das Misstrauen des Herrschers und den Eindruck erweckt haben, selbst nach der Krone zu streben. Er verlor dadurch das Vertrauen von Schah Dschafar Zand, der ihn sowie dessen Brüder und Sippengenossen am 18. Mai 1787 gefangen nehmen, sein Vermögen beschlagnahmen ließ und ihn gemeinsam mit dem Rebellen, Haji Aliquli Khan im Verlies der Festung von Schiras einsperren ließ. Nicht genug damit, ließ er ihn foltern, um herauszufinden, wo er sein Vermögen aufbewahrt hatte.
Seiner Ämter und Ehren enthoben, enteignet und seiner Freiheit beraubt, setzte Said Murad Khan alles daran, sich und seine Familie aus der Gefangenschaft zu befreien, sich an seinem Onkel zu rächen und selbst die Macht im Land zu übernehmen.

### Tötung von Schah Dschafar Zand
Sein Plan bestand darin, sich von einigen seiner Diener aus dem Gefängnis befreien zu lassen, anschließend in die königlichen Gemächer vorzudringen und den Schah zu töten. Durch Vermittlung seiner Leute trat er in Kontakt mit einer Sklavin, die früher in seinem Besitz war, inzwischen aber zum Haushalt des Schahs gehörte, und gewann sie für seinen Plan. Um sicherzugehen, veranlasste er die Sklavin, dem Schah Gift zu geben. Als dieses Wirkung zeigte, wurden die Gefangenen am 10. Januar 1789 aus dem Gefängnis befreit und wurden – wie geplant – von der Sklavin zu den privaten Gemächern von Schah Dschafar Zand geführt. Obwohl dieser vom Gift geschwächt war, konnte er sich noch zur Wehr setzen und verletzte Shah Murad Khan, einen Bruder des Said Murad Khan, durch einen Schwerthieb. Letztlich wurde er jedoch überwältigt, getötet und enthauptet. Bei Sonnenaufgang wurde sein Kopf in den Hof der Burg geworfen, um den Kindern als Spielball zu dienen.

### Herrscher des Perserreiches
Am 11. Januar 1789 – einen Tag nach dem Sturz von (Schah) Dschafar Khan Zand – rief man Said Murad Khan zum neuen Herrscher des Perserreiches aus und sandte diese Nachricht an alle Gouverneure Heerführer und Stammeshäuptlinge. Die Offiziere des Lotf Ali Khan, des Sohnes und Erben des getöteten Schahs, wurden aufgefordert, diesen gefangen zu nehmen und nach Schiras zu bringen. Alle Großen in Schiras und in den benachbarten Provinzen, die seine Parteigänger waren, leisteten ihm treu Gehorsam, andere, die Anhänger des gestürzten Herrschers waren, taten dies aus Heuchelei.
Lotf Ali Khan, der Sohn und Erbe des Ermordeten, der sich zu diesem Zeitpunkt in der Mugansteppe im Nordwesten Persiens befand, um lokale Stämme zu befrieden, erfuhr am 28. Jänner von der Ermordung seines Vaters und der Machtübernahme des Said Murad Khan. Da er um sein Leben fürchtete ergriff er mit wenigen Begleitern die Flucht nach Bandar Abusahr. Dadurch löste sich sein Heer auf, es kam zur Plünderung seiner Habe während Truppenteile nach Schiras wanderten, um sich dem neuen Herrscher, Said Murad Khan, anzuschließen.
In Bandar Abusahr gelang es Lotf Ali Khan jedoch, den Gouverneur, Scheich Nasir Khan Abumahiri, auf seine Seite zu ziehen. Dieser ermöglichte es ihm unter den lokalen arabischen Stämmen Truppen zu rekrutieren. Weitere Unterstützung erhielt er, indem er Hilfsersuchen an ihm bekannte Anhänger seines Vaters richtete und die Soldaten in einem Zeltlager außerhalb von Abusahr sammelte, um mit ihnen nach Schiras zu ziehen.
Schah Said Murad Zand sandte daraufhin einen großen Teil seiner Truppen unter dem Befehl seines Bruders, Shah Murad Khan, nach Bandar Abusahr um diese Rebellion niederzuwerfen. Diese Truppe war unterwegs, als es einem Stoßtrupp von Lotf Ali Khan gelang, den schlafenden Kommandanten der Truppen, Shah Murad Khan, gefangen zu nehmen. Zur Vergeltung für die Ermordung seines Vaters ließ Lotf Ali Khan ihn hinrichten. Die nunmehr führerlosen Truppen von Schah Said Murad Khan flohen zurück nach Schiras oder zerstreuten sich in alle Windrichtungen.

### Sturz und Tod
Lotf Ali Khan stieß nun mit seinen Truppen nach Schiras vor. Unterwegs nahm er am 6. Mai 1789 nach einem Aufstand die Stadt Kazarun ein, erreichte am Nachmittag des 7. Mai 1789 die Vorstädte von Schiras und begann mit der Belagerung der Stadt.
Schah Said Murad, der sich in die Zitadelle zurückgezogen hatte, konnte dem Ansturm nicht lange widerstehen und musste sich nach kurzer Belagerung am 10. Mai 1789 ergeben. Er wurde von Lotf Ali Khan entthront und gemeinsam mit seinen Brüdern und seinen Angehörigen des Augenlichtes beraubt. Trotz dieser Bestrafung wurden er und die meisten männlichen Angehörigen seiner Familie anschließend getötet.
Seine Herrschaft hatte damit nur knapp dreieinhalb Monate gedauert.
Lotf Ali Khan folgte ihm – als Letzter seines Hauses – auf den Thron (1789–1794), der nach ihm an das Haus der Kadscharen fiel.

## Ehe und Nachkommen
Said Murad Khan-e Zand Hazara war mit einer Tochter von Mirza Zain al-Abidin und dessen Ehefrau verheiratet, die eine Tochter von Sayyid Murtaza Khalifa Sultani war und damit in weiblicher Linie vom Propheten des Islam, Mohammed, abstammte.
Mit ihr hatte er fünf Söhne, über deren weiteres Schicksal nichts bekannt ist, da sie vermutlich nach dem Sturz ihres Vaters geblendet und getötet wurden, und eine Tochter:
- Aga Begum Zand

⚭ Sultan Fath Ali Schah Kadschar, „Shahanshah“ (König der Könige) von Persien (1797–1834), (* 5. September 1772, † Isfahan 23. Oktober 1834) Dieser war der zweite Schah aus der Dynastie der Kadscharen, die die Zand-Prinzen letztlich vergeblich bekämpft hatten.